# Antônio Conselheiro
Antônio Vicente Mendes Maciel (Nova Vila de Campo Maior, 13 de março de 1830 — Canudos, 22 de setembro de 1897), mais conhecido como Antônio Conselheiro, também se autodenominando "O Peregrino", foi um líder religioso brasileiro. Figura carismática, adquiriu uma dimensão messiânica ao liderar o arraial de Canudos, um pequeno vilarejo no sertão da Bahia que atraiu milhares de sertanejos, entre camponeses, indígenas e escravos recém-libertos, e que foi destruído pelo Exército da República, na chamada Guerra de Canudos, em 1897.
A imprensa dos primeiros anos da República e muitos historiadores retrataram-no como um louco, fanático religioso e contrarrevolucionário monarquista perigoso. No dia 14 de maio de 2019, a Lei 13 829/19 incluiu Antônio Conselheiro no Livro dos Heróis e Heroínas da Pátria.

## Biografia

### Infância e vida no Ceará

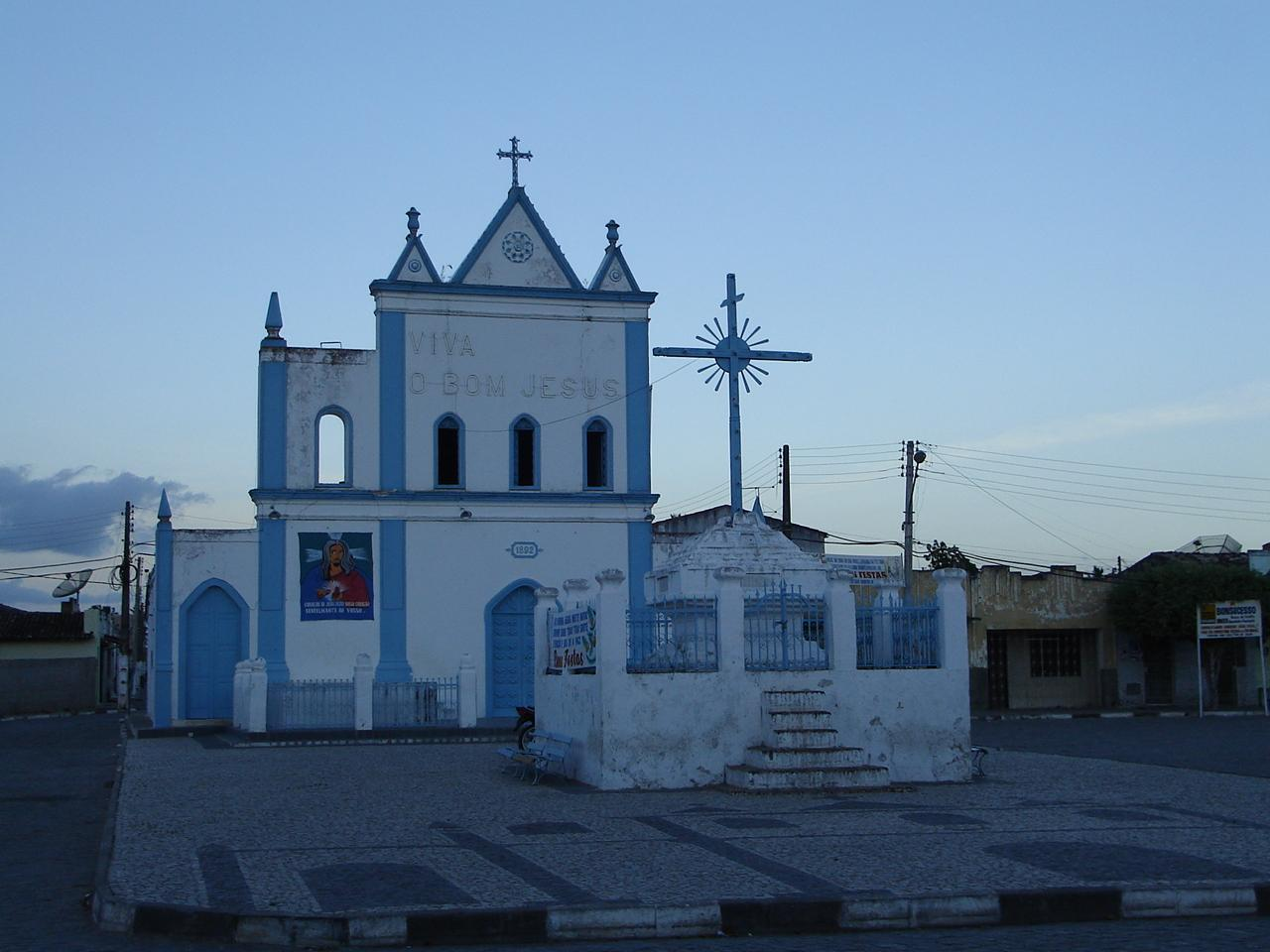
Igreja do Bom Jesus, em Crisópolis, Bahia, construída por Antônio Conselheiro.

Antônio Vicente Mendes Maciel nasceu em 13 de março de 1830, na cidade de Quixeramobim, então um pequeno povoado perdido em meio à caatinga do sertão central da paupérrima província do "Ceará Grande". Desde o início da vida, seus pais queriam que Antônio seguisse a carreira sacerdotal, pois entrar para o clero era naquela época uma das poucas possibilidades que os pobres tinham para ascender socialmente. Com a morte de sua mãe, em 1834, a meta de transformar Antônio Vicente em padre teve seu fim. Em 1855 morreu o pai de Antônio, e aos 25 anos de idade ele abandonou os estudos e assumiu o comércio da família, o que malogrou de vez quaisquer sonhos sacerdotais.

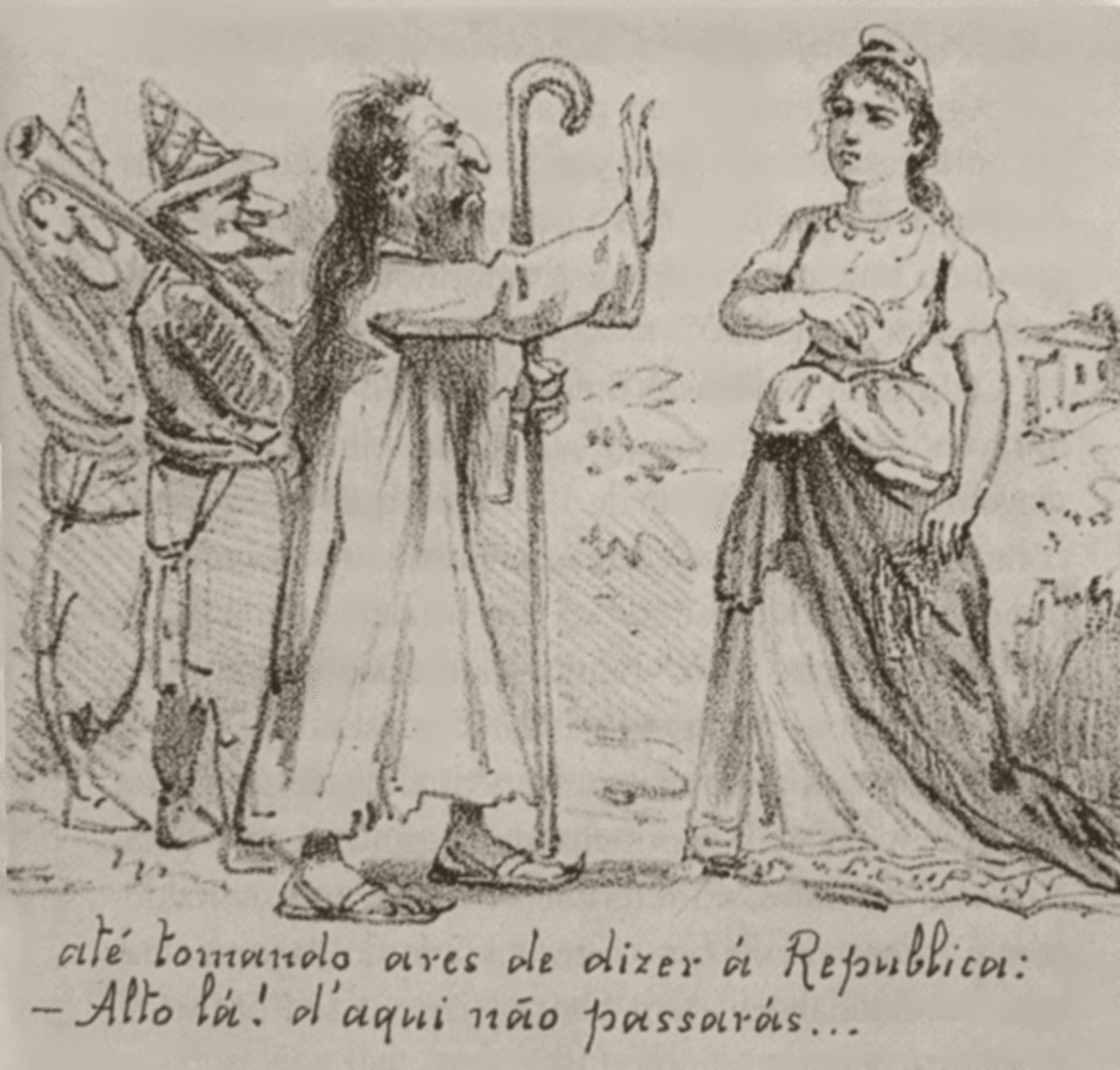
A Revista Ilustrada, de Angelo Agostini, veículo de propaganda republicana durante o Império, retratava Conselheiro de forma caricatural, com séquito de bufões armados com velhos bacamartes, tentando "barrar" a República.
Exemplo de como a imprensa da época reagiu ao messianismo.

Em 1857, Antônio casou-se com Brasilina Laurentina de Lima, jovem filha de um tio seu. No ano seguinte, o jovem casal mudou-se para Sobral, onde Antônio Vicente passou a viver como professor do primário, dando aulas para os filhos dos comerciantes e fazendeiros da região, e mais tarde como advogado prático, defendendo clientes em troca de pequena remuneração. Mudou-se constantemente em busca de melhores mercados para seus ofícios; primeiro foi para Campo Grande (atual Guaraciaba do Norte), depois Santa Quitéria e finalmente Ipu, então um pequeno povoado localizado na divisa entre os sertões pecuaristas e a fértil Serra da Ibiapaba. Em 1861 ele flagrou a sua mulher em traição conjugal com um sargento de polícia, em sua residência na Vila do Ipu Grande. Envergonhado, humilhado e abatido, abandonou o Ipu e foi procurar abrigo nos sertões dos Cariris, já naquela época um polo de atração para penitentes e flagelados, iniciando aí uma vida de peregrinações pelos sertões do nordeste.

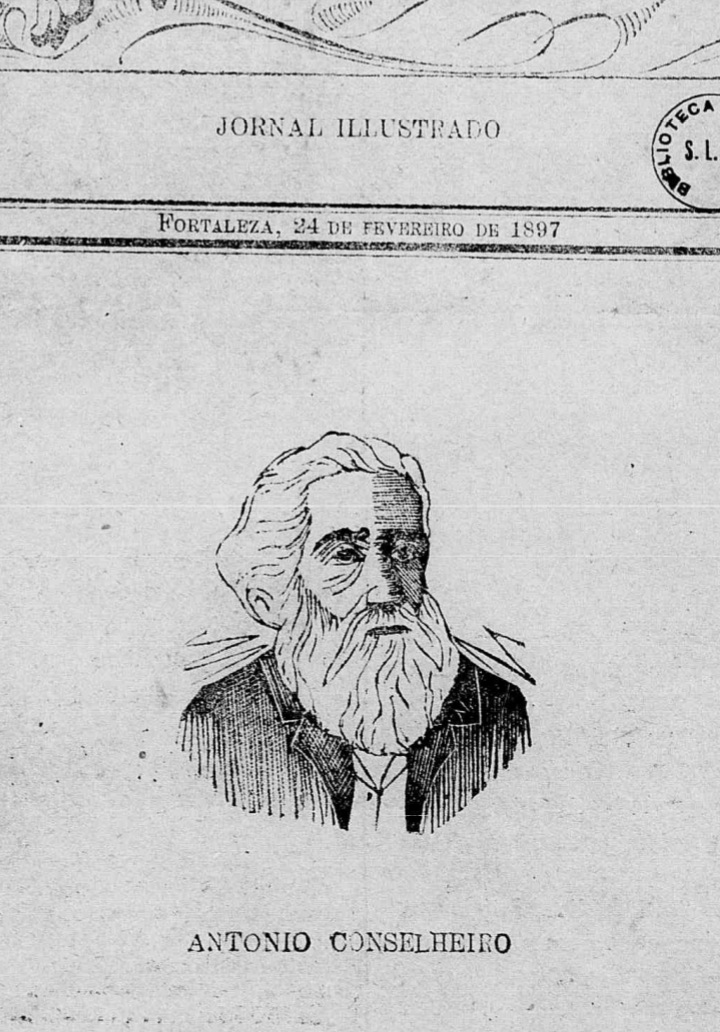
Uma rara ilustração de Antônio Conselheiro feita no ano de 1897 pelo jornal cearense O Frivolino.

### Peregrinações
Em Sergipe, no ano de 1874, o jornal O Rabudo trouxe a primeira menção pública de Antônio Maciel como penitente conhecido nos sertões:
Há seis meses que por todo o centro desta Província e da Província da Bahia, chegado (diz ele) do Ceará, infesta um aventureiro santarrão que se apelida por Antônio dos Mares. O que, a vista dos aparentes e mentirosos milagres que dizem ter ele feito, tem dado lugar a que o povo o trate por S. Antônio dos Mares. Esse misterioso personagem, trajando uma enorme camisa azul que lhe serve de hábito à forma do de sacerdote, pessimamente suja, cabelos mui espessos e sebosos entre os quais se vê claramente uma espantosa multidão de bichos (piolhos). Distingue-se pelo ar misterioso, olhos baços, tez desbotada e de pés nus; o que tudo concorre para o tornar a figura mais degradante do mundo.
Já famoso como "homem santo" e peregrino, Antônio Conselheiro foi preso em 1876, nos sertões da Bahia, pois corria o boato de que ele teria matado mãe e esposa. Foi levado para o Ceará, onde se conclui que não há nenhum indício contra a sua pessoa: sua mãe havia morrido quando ele tinha seis anos. Antônio Conselheiro foi posto em liberdade e retornou à Bahia.
Em 1877, o Nordeste do Brasil passou pela Grande Seca, uma das mais calamitosas de sua história; levas de flagelados perambulavam famintos pelas estradas em busca de socorro governamental ou de ajuda divina; bandos armados de criminosos e flagelados promoviam justiça social "com as próprias mãos", assaltando fazendas e pequenos lugarejos, pois pela ética dos desesperados "roubar para matar a fome não é crime". Crescia a notoriedade da figura de Antônio Conselheiro entre os sertanejos pobres. Para eles, o "Bom Jesus", como também passou a ser chamado, seria uma figura santa, um profeta enviado por Deus para socorrê-los.
Com o fim da escravidão, em 1888, muitos libertos e expulsos das fazendas onde trabalhavam sem ter então nenhum meio de subsistência, partiram em busca de Conselheiro.

### Arraial de Canudos
Em 1893, cansado de tanto peregrinar pelos sertões e então sendo um "fora da lei", Conselheiro decidiu se fixar à margem Norte do Rio Vaza-Barris, num pequeno arraial chamado Canudos. Nasceu ali uma experiência extraordinária: em Belo Monte (como a rebatizou Antônio Conselheiro, apesar de encontrar-se em um vale cercado de colinas), os desabrigados do sertão e as vítimas da seca eram recebidos de braços abertos pelo peregrino, era uma comunidade onde todos tinham acesso à terra e ao trabalho sem sofrer as agruras dos capatazes das fazendas tradicionais. Um "lugar santo", segundo os seus adeptos. Durante o período em que liderou o povoado de "Belo Monte", escreveu os "Apontamentos dos Preceitos da Divina Lei de Nosso Senhor Jesus Cristo, para a Salvação dos Homens", que consiste de uma coletânea de reflexões sobre temas diversos, de matiz fundamentalmente religioso.
O lugar atraiu milhares de agricultores pobres, índios e escravos recém-libertos, que começaram a construir uma comunidade igualitária inspirada no exemplo da doutrina Católica. Por meio do trabalho comunitário, conseguiu-se que ninguém passasse fome. Tratava-se de uma comunidade rural, com uma economia autossustentável, baseada na solidariedade. Entretanto, Antônio de Conselheiro tinha visões políticas e sociais conservadoras, especialmente no tocante a propriedade privada e ao Direito Divino dos Reis.

## A Guerra de Canudos

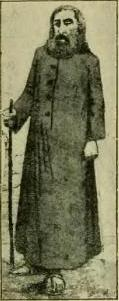
Antônio Conselheiro.

Em 1896 ocorreu o episódio que desencadeou a Guerra de Canudos: em 24 de novembro foi enviada a primeira expedição militar contra o povoado, sob comando do Tenente Pires Ferreira. Mas a tropa foi surpreendida pelos fiéis de Antônio Conselheiro, durante a madrugada, em Uauá. Após um combate corpo a corpo são contados mais de cento e cinquenta cadáveres de conselheiristas. Do lado do exército morreram oito militares e dois guias. Estas perdas, embora consideradas "insignificantes quanto ao número", nas palavras do comandante, ocasionaram o retiro das tropas. Em 29 de dezembro de 1896 teve início uma segunda expedição militar. Assim como a primeira, esta foi violentamente debelada pelos conselheiristas.
No ano seguinte ocorreu a terceira expedição, comandada pelo coronel Antônio Moreira César, conhecido como "o Corta-Cabeças", por suas façanhas na Revolução Federalista, no Rio Grande do Sul. Mas, acostumado aos combates tradicionais, Moreira César não estava preparado para eliminar Canudos e foi abatido por tiros certeiros de homens leais a Antônio Conselheiro. A tropa fugiu em debandada, deixando para trás armamentos e munição. Para os conselheiristas, tratava-se de uma prova cabal da santidade do beato de Belo Monte. Em 5 de abril de 1897 ocorreu a quarta e última expedição, desta vez o cerco foi implacável; até muitos dos que se renderam foram mortos; eliminar Canudos e seus habitantes tornou-se uma questão de honra para o exército.

### Morte
Em 22 de setembro de 1897, morreu Antônio Conselheiro. Não se sabe ao certo qual foi a causa, mas as razões mais citadas são ferimentos causados por uma granada e uma forte "caminheira" (disenteria).
Em 5 de outubro de 1897 foram mortos os últimos defensores de Canudos, com o exército iniciando a contagem das casas do arraial. No dia seguinte o cadáver de Antônio Conselheiro foi encontrado enterrado no Santuário de Canudos, sua cabeça foi cortada e levada até a Faculdade de Medicina de Salvador para ser examinada pelo Dr. Nina Rodrigues, pois para a ciência da época, "a loucura, a demência e o fanatismo" deveriam estar estampados nos traços de seu rosto e crânio (vide frenologia). O arraial de Canudos foi completamente destruído.
Em 3 de março de 1905, um incêndio na antiga Faculdade de Medicina do Terreiro de Jesus, em Salvador (BA), destruiu a cabeça de Antônio Conselheiro.
Nina Rodrigues, uma célebre autoridade sanitária da época, diagnosticou Maciel como portador de uma psicose sistemática progressiva.

## Memorial Antônio Conselheiro

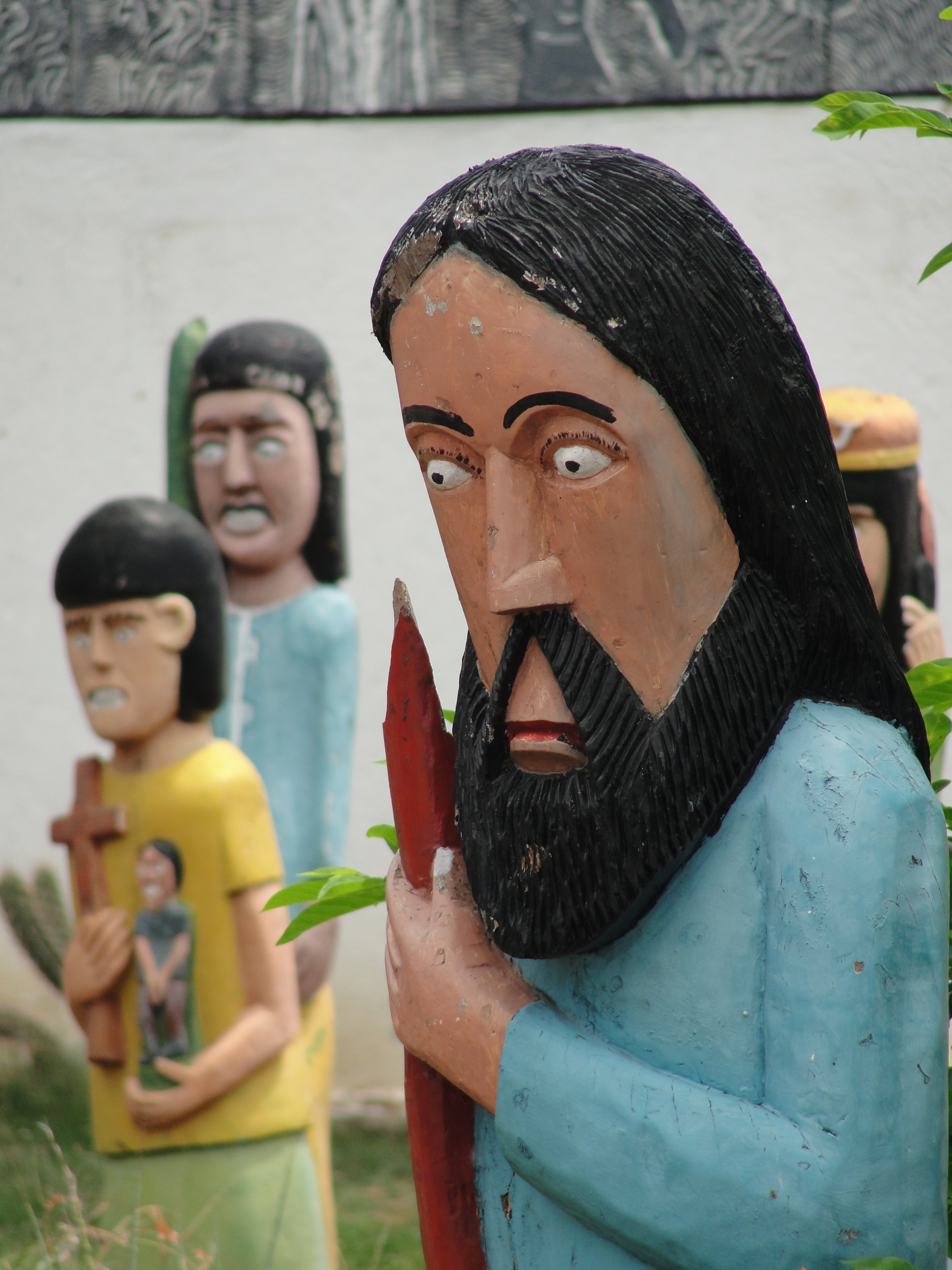
Estátua em madeira representando o Conselheiro no memorial em Quixeramobim.

Há dois centros culturais relacionados a Antônio Conselheiro e à Guerra de Canudos; um está localizado em Quixeramobim, no interior do Ceará, que conta a história de seu filho ilustre e está situado no centro da cidade. O imóvel, tombado pelo Ministério da Cultura em 2006, foi a casa em que Antônio Conselheiro nasceu e viveu até os seus 27 anos de idade. Após o tombamento, foi criada no local a Casa de Cultura e Memorial do Sertão Cearense. O outro centro cultural está situado em Canudos, Bahia, criado pelo Decreto 33 333, de 30 de junho de 1986 (publicado no Diário Oficial de 1º de julho), mantido e administrado em parceria com a UNEB.

### Lenda
Com o passar do tempo, a casa de Antônio Conselheiro em Quixeramobim foi se tornando palco de contos de assombração. Acredita-se na cultura popular que a casa abriga espíritos e que existem tesouros enterrados em vasos de barro. Essas histórias passaram a fazer parte do folclore local.